# Anarta postalbescens
Anarta postalbescens är en fjärilsart som beskrevs av Barend J. Lempke 1964. Anarta postalbescens ingår i släktet Anarta och familjen nattflyn. Inga underarter finns listade i Catalogue of Life.